# Prieuré d'Airaines
Le prieuré d'Airaines est situé sur le territoire de la commune d'Airaines, dans le département de la Somme. Il a été fondé en 1130 et supprimé à la Révolution française. Il dépendait du prieuré Saint-Martin-des-Champs de Paris.

## Histoire du prieuré
Le prieuré clunisien d'Airaines fondé en 1130 est surtout célèbre par l'église Notre-Dame qui le jouxte. Il dépendait du prieuré Saint-Martin-des-Champs de Paris, affilié lui-même à l'ordre de Cluny.
En 1422, le prieuré d'Airaines fut incendié par les Bourguignons et reconstruit au XVIe siècle. 
Déclaré bien national à la Révolution, il fut vendu et transformé en bâtiment agricole.
Les bâtiments du prieuré ont fait l'objet d'un classement au titre des monuments historiques par promulgation au Journal Officiel du 22 novembre 1932.

## Église Notre-Dame
C'est l'un des plus anciens édifices religieux du département de la Somme, édifié vers 1130. Cette église est un exemple du style de transition du roman au gothique. Elle figure sur la première liste des monuments historiques classés de 1840.

### Architecture
La façade romane est d'une grande sobriété. Un portail sans tympan est surmonté d'une baie en plein cintre très simple. La nef est couverte de voûtes d'ogives primitives avec des colonnes surmontées de chapiteaux de type cistercien. Une statue en bois de saint Antoine Ermite classée monument historique au titre d'objet : classement par arrêté du 12 juillet 1912, y est conservée.

### La cuve baptismale
La pièce maîtresse de l'édifice est une cuve baptismale du XIe siècle, romane, en pierre calcaire, conçue pour le baptême par immersion. Les côtés sont sculptés de personnages accroupis, d'allure fruste, sans doute des catéchumènes. L'un d'eux est tenté par le diable qui a pris la forme d'un dragon lui parlant à l'oreille. Le bord supérieur de la cuve est décoré d'une torsade et les angles sont moulurés en forme de colonne. La cuve baptismale est classée monument historique, au titre d'objet : classement par arrêté du 23 octobre 1897.

### La chapelle seigneuriale
Sur le bas-côté sud, la chapelle seigneuriale conserve un autel en pierre du XIIe siècle et les pierres tombales d'Henri, seigneur d'Airaines et de son épouse Catherine, datant du XIIIe siècle. La chapelle est close par une cloison ajourée en bois du XIVe siècle, restaurée en 1966. Autel, dalles funéraires et cloison en bois sont classés monument historique : classement par arrêté du 21 février 1907.

## Le bâtiment prieural
Le bâtiment du XVIe siècle est éclairé de fenêtres à meneau et se termine des pignons à gradins. Restauré, il accueille aujourd'hui un centre culturel où sont organisées régulièrement des expositions temporaires.

## Pour approfondir